# ورلد فشن تی‌وی
«تلویزیون مُد جهان» (به انگلیسی World Fashion TV) یک شبکهٔ تلویزیونی بین‌الملی است که ۲۴ ساعت شبانه‌روز و هفت روز هفته به مُد و زیبایی می‌پردازد. این شبکهٔ تلویزیونی علاوه بر پرداختن به مُد و زیبایی، اطلاعات کاملی دربارهٔ «صنعت مُد» و آخرین رویدادهای مربوط به آن به بینندگان خود می‌دهد. 

«تلویزیون مُد جهان» در رستوران‌ها، بارها و کافه‌های عمومی، باشگاه‌ها و هتل‌ها، سالن‌های زیبایی، فروشگاه‌ها و صفحات بزرگ نمایشگر در سطح شهرها به نمایش درمی‌آید. 

این شبکهٔ تلویزیونی متعلق به «شرکت بین‌الملی مُد جهان» (به انگلیسی World Fashion Company) است. ادارهٔ اصلی این تلویزیون در کشور سوییس است و دفاتر دیگری در شهرهای میلان، مسکو، توکیو، هنگ‌کنگ، لندن، استانبول و لس‌آنجلس دارد. 

مهمترین برنامه‌های «تلویزیون مُد جهان» عبارتند از: 

● بر روی فرش قرمز
● استادان مُد
● نمایش ویژه مُد جهان
● خلاصهٔ هفته مُد
● مشاهیر مُد جهان
● نام‌ها
● هنر مُد
● رویدادهای مُد جهان
● رویکردهای جاری مُد
● مُد از نزدیک
● مُد و فن‌آوری
● سبک مُد زیبارویان معروف
● مُد و تجمل
● طراحان مُد جهان
● نمایش‌های مُد جهان
● نمایش‌های مُد روسی
● در گذر زمان
● نمایش‌های کامل
● مُدل روز
● مُدل‌های برتر جهان
● کیف‌های چرمی
● هنرکدهٔ تصویربرداری